# 線性化
数学上的線性化（linearization）是找函数在特定點的线性近似，也就是函數在該點的一階泰勒级数。在动力系统研究中，線性化是分析非線性微分方程系統或是非線性離散系統，在特定平衡点局部穩定性的一種方法。 此方法常應用在工程学、物理学、经济学及生态学的應用中。

## 函數的線性化
函数的線性化為線性函數。針對函數{\displaystyle y=f(x)}，若要用在任意點{\displaystyle x=a}下的值及其圖形斜率來進行近似時，假設{\displaystyle f(x)}在{\displaystyle [a,b]}（或{\displaystyle [b,a]}）區間內可微，且b鄰近a，線性化是可以有效近似的方法。簡單來說，線性化就是在{\displaystyle x=a}點附近，以直線來近似函數的值。例如{\displaystyle {\sqrt {4}}=2}，那麼針對{\displaystyle {\sqrt {4.001}}={\sqrt {4+.001}}}，利用線性化就可能可以找到理想的近似公式。 
針對任意函數{\displaystyle y=f(x)}，{\displaystyle f(x)}在已知可微分點附近的位置，都可以被近似。最基本的要求是{\displaystyle L_{a}(a)=f(a)}，其中{\displaystyle L_{a}(x)}是{\displaystyle f(x)}在{\displaystyle x=a}的線性化。一次方程的圖形會形成直線，例如通過點
{\displaystyle (H,K)}，斜率為{\displaystyle M}為直線。方程式的一般形為{\displaystyle y-K=M(x-H)}。
若是配合點{\displaystyle (a,f(a))}，{\displaystyle L_{a}(x)}即變成{\displaystyle y=f(a)+M(x-a)}。因為可微分函數是局部線性，該點的斜率可以用{\displaystyle f(x)}在點{\displaystyle x=a}切線的斜率來代替。
函數局部線性的意思也表示函數圖形上的點可以任意接近點{\displaystyle x=a}，相對來說比較接近的點，其線性近似的效果也會比較好。斜率{\displaystyle M}最準確的值會是在{\displaystyle x=a}點的切線斜率。

旁邊的圖可以說明{\displaystyle f(x)}在點{\displaystyle x}的切線。在{\displaystyle f(x+h)}位置，其中{\displaystyle h}是小的正值或是負值，{\displaystyle f(x+h)}非常接近{\displaystyle (x+h,L(x+h))}點的切線。
函數在點{\displaystyle x=a}線性化的最終方程為：
{\displaystyle y=(f(a)+f'(a)(x-a))}
針對{\displaystyle x=a}，{\displaystyle f(a)=f(x)}。函數{\displaystyle f(x)}的導數為{\displaystyle f'(x)}，而函數{\displaystyle f(x)}在點{\displaystyle a}的斜率為{\displaystyle f'(a)}。

## 例子
若要找{\displaystyle {\sqrt {4.001}}}，可以用{\displaystyle {\sqrt {4}}=2}的資訊。函數{\displaystyle f(x)={\sqrt {x}}}在點{\displaystyle x=a}的線性化為{\displaystyle y={\sqrt {a}}+{\frac {1}{2{\sqrt {a}}}}(x-a)}，因為函數{\displaystyle f'(x)={\frac {1}{2{\sqrt {x}}}}}定義了函數{\displaystyle f(x)={\sqrt {x}}}在點{\displaystyle x}的斜率。
代入{\displaystyle a=4}，其線性化結果為{\displaystyle y=2+{\frac {x-4}{4}}}。
針對{\displaystyle x=4.001}的例子，可得{\displaystyle {\sqrt {4.001}}}近似{\displaystyle 2+{\frac {4.001-4}{4}}=2.00025}。其實際值為2.00024998，非常接近，此線性化的誤差小於1%的百萬分之一。

## 多變數函數的線性化
函數{\displaystyle f(x,y)}在點{\displaystyle p(a,b)}線性化的方程式為：
{\displaystyle f(x,y)\approx f(a,b)+\left.{\frac {\partial f(x,y)}{\partial x}}\right|_{a,b}(x-a)+\left.{\frac {\partial f(x,y)}{\partial y}}\right|_{a,b}(y-b)}
多變數函數{\displaystyle f(\mathbf {x} )}在點{\displaystyle \mathbf {p} }線性化的通式為
{\displaystyle f({\mathbf {x} })\approx f({\mathbf {p} })+\left.{\nabla f}\right|_{\mathbf {p} }\cdot ({\mathbf {x} }-{\mathbf {p} })}
其中{\displaystyle \mathbf {x} }是變數向量，而{\displaystyle \mathbf {p} }是要線性化的點。

## 線性化的應用
配合線性化的技術，可以用研究線性系統的工具來分析非線性系統在特定點附近的行為。函數在特定點附近的線性化是在該點附近泰勒级数的一階展開。針對以下的系統
{\displaystyle {\frac {d\mathbf {x} }{dt}}=\mathbf {F} (\mathbf {x} ,t)},
其線性化系統為
{\displaystyle {\frac {d\mathbf {x} }{dt}}\approx \mathbf {F} (\mathbf {x_{0}} ,t)+D\mathbf {F} (\mathbf {x_{0}} ,t)\cdot (\mathbf {x} -\mathbf {x_{0}} )}
其中{\displaystyle \mathbf {x_{0}} }是要觀測的特定點，而{\displaystyle D\mathbf {F} (\mathbf {x_{0}} )}是{\displaystyle \mathbf {F} (\mathbf {x} )}在點{\displaystyle \mathbf {x_{0}} }所計算的雅可比矩阵。

### 穩定性分析
在自治系统的穩定性分析中，可以用在雙曲平衡點計算雅可比矩阵的特征值來判斷平衡點的特徵。這就是線性化理論的內容。若是時變系統，其線性化需要考量其他的因素。

### 微观经济学
在微观经济学中，決策規則可以用狀態空間下線性化的作法來近似。若以此方式分析，效用最大化的欧拉方程可以在平穩穩態附近進行線性化。所得動態方程的系統的唯一解即為其解。

### 最佳化
在最优化中，成本函數以及非線性成份都可以線性化，以使用一些線性的求解方式（例如单纯形法）。最佳化的結果可以更有效率的產生，而且是決定性的全域极值。

### 多物理場
在多物理场系統（系統中有多個不同物理領域的模型，彼此互相影響）中，可以針對每一個物理領域進行線性化。針對每一個物理領域的線性化可以產生線性的monolithic方程系統，可以用monolithic的迭代來求解（例如牛顿法）。這類的例子包括MRI scanner系統，包括了電磁系統、力學系統及聲學系統

## 外部連結
- Linearization for Model Analysis and Control Design （页面存档备份，存于）